# Kamen Rider W
Kamen Rider W (仮面ライダーＷ（ダブル）, Kamen Raidā Daburu, aussi appelée Kamen Rider Double)  est une série télévisée japonaise de type Tokusatsu.

## Production
Elle est la vingtième série de la franchise Kamen Rider et la onzième de l’ère Heisei.
Coproduite par la Toei et les productions Ishinomori, diffusée entre le 6 septembre 2009 et le 29 août 2010 sur TV Asahi, elle compte 49 épisodes et deux films.
Elle sera suivie par Kamen Rider OOO.

## Histoire
Dans une ville remplie de moulins à vent et assez calme qui se nomme Fuuto, une organisation secrète appelée "Museum" est contrôlée par le chef de la famille Sonozaki, Ryubee Sonozaki. Il a créé d'étranges appareils qui ont l'apparence de clés USB, les "Gaïa Memories", qui deviennent des créatures appelées "Dopants", pour les distribuer à des criminels ou d'autres personnes afin qu'ils assouvissent leurs envies ou folies. Les Gaïa Memories contiennent une dangereuse toxine qui rend leurs utilisateurs dépendants. Quelque part dans Fuuto, se trouve une agence de détectives privés spéciale ; il y a Hidari Shoutarou, un "half-boiled" qui prétend être un "hard-boiled", et son partenaire, Phillip, un mystérieux jeune homme qui peut accéder aux "Mémoires de la Terre". Tous deux possèdent des Gaïa Memories originales, ainsi que le "Double Driver" qui leur permet de se combiner pour devenir "Kamen Rider Double" (combinaison de l'esprit et des connaissances de Phillip et du corps et des aptitudes physiques de Shoutarou). Ils enquêtent sur les affaires en rapport avec les Dopants, pour les affronter, détruire le trafic de Gaïa Memories et protéger la ville de Fuuto. Ils seront très vite rejoints par Narumi Akiko, qui n'est ni plus ni moins que la fille du vrai propriétaire de cette agence de détective, Narumi Sokichi (qui fut le mentor de Shoutarou et qui mourut lors d'une mission à l'origine d'une requête qui concerne Phillip, "Begin's Night"). Puis ils seront aidés par un jeune inspecteur chargé des affaires concernant les Dopants, Terui Ryuu, qui peut se transformer en "Kamen Rider Accel".
Un grand mystère subsiste : qui est "Phillip" et quel est son rapport avec les Gaïa Memories et son créateur, et que lui est-il arrivé?

## Riders

### Kamen Rider W
Kamen Rider W (prononcé Kamen Rider Double) est le héros de la série. Lorsque Shoutarou enfile le Double Driver, le même Double Driver apparaît sur Philip. Les deux héros y insèrent alors chacun une clé USB (Gaïa Memory). Une fois activé, l'esprit de Philip (ce dernier s'évanouissant) pénètre celui de Shoutarou qui devient Kamen Rider W.
Kamen Rider W se présente sous la forme d'un personnage dont chaque côté possède une couleur différente. Si Kamen Rider W décide de changer l'une ou les deux des Gaïa Memory insérés, son apparence et également ses pouvoirs (dont son coup final, Maximum Drives (マキシマムドライブ, Makishimamu Doraibu)) changent selon les Gaïa Memory insérées. Il existe de base 3 Gaïa Memory pour chaque moitié, ce qui fait un total de 9 combinaisons à laquelle s'ajoutent trois formes particulières.
- CycloneJoker (サイクロンジョーカー, Saikuron Jōkā?) est la forme par défaut utilisée par Kamen Rider W de couleur verte et noire, certainement parce qu'elle est la plus équilibrée. La puissance au corps à corps de Joker est majorée par la puissance du vent de Cyclone. Son coup est final est Joker Extreme (ジョーカーエクストリーム, Jōkā Ekustorīmu?) : son corps est porté par le vent et séparé sur les deux moitiés pour donner un coup de pied puissant à son adversaire.
- CycloneMetal (サイクロンメタル, Saikuron Metaru?) est la forme de couleur verte et argentée. Il peut utiliser le Metal Shaft, un bâton métallique qu'utilise Metal, dont la puissance est améliorée par le vent de Cyclone. Son coup final est Metal Twister (メタルツイスター, Metaru Tsuisutā?), avec lequel Kamen Rider W tourne sur lui-même tout en propulsant du vent.
- CycloneTrigger (サイクロントリガー, Saikuron Torigā?) est la forme de couleur verte et bleue. Il peut utiliser le Trigger Magnum qu'utilise Trigger, dont la puissance est composée d'air hautement compressé grâce à Cyclone. Son coup est final est Trigger Aerobuster (トリガーエアロバスター, Torigā Earobasutā?), composé de coups répétés de Trigger Magnum.
- HeatMetal (ヒートメタル, Hīto Metaru?) est la forme de couleur rouge et argentée. Il peut utiliser le Metal Shaft chauffée à l'extrême grâce à Heat. Son coup final est Metal Branding (メタルブランディング, Metaru Burandingu?), qui permet au Metal Shaft de produire encore plus de chaleur.
- HeatJoker (ヒートジョーカー, Hīto Jōkā?) est la forme de couleur rouge et noire. Il peut se battre au corps à corps, avec des coups améliorés par le feu/ Son coup final est Joker Grenade (ジョーカーグレネード, Jōkā Gurenēdo?), qui permet au corps de Kamen Rider W de se diviser en deux et d'exploser contre son adversaire.
- HeatTrigger (ヒートトリガー, Hīto Torigā?) est la forme de couleur rouge et bleue. Le Trigger Magnum délivre des balles chauffées à l'extrême. Le coup final est Trigger Explosion (トリガーエクスプロージョン, Torigā Ekusupurōjon?), où un seul flux d'énergie peut vaporiser son adversaire.
- LunaTrigger (ルナトリガー, Runa Torigā?) est la forme de couleur dorée et bleue. Grâce à Luna, les balles du Trigger Magnum ont une trajectoire courbe difficile à lire et qui peuvent contourner les obstacles. Le coup final est Trigger Full Burst (トリガーフルバースト, Torigā Furu Bāsuto?), une succession de balles à tête chercheuse.
- LunaJoker (ルナジョーカー, Runa Jōkā?) est la forme de couleur dorée et noire. Les coups au corps à corps de Joker peuvent s'étendre grâce au pouvoir de Luna. Le coup final est Joker Strange (ジョーカーストレンジ, Jōkā Sutorenji?).
- LunaMetal (ルナメタル, Runa Metaru?) est la forme de couleur dorée et argentée. Le Metal Shaft se courbe grâce au pouvoir de Luna ce qui permet de l'utiliser comme un fouet. Le coup final est Metal Illusion (メタルイリュージョン, Metaru Iryūjon?), qui permet à Kamen Rider W de créer, en faisant tourner le Metal Shaft, plusieurs cercles d'énergie dorés qu'il jette sur son adversaire.
- FangJoker (ファングジョーカー, Fangu Jōkā?) est une forme de couleur blanche et noire. Le Gaïa Memory Fang représente un petit dinosaure qui protège Philip lorsqu'il est en danger. Philip peut donc le faire apparaître en se mettant volontairement dans des situations difficiles. Contrairement aux combinaisons plus classiques, celles de FangJoker ne peut utiliser que Joker pour la partie de Shoutarou. De plus, cette forme utilise le corps de Philip - l'esprit de Shoutarou étant transféré dans le corps de Philip. C'est une forme plutôt contraignante car le corps de Philip est plus faible ; elle demande à Philip de s'exposer en danger et n'est pas tactique. De plus, Philip semble perdre contrôle de son esprit et peut devenir berserk.

Selon le nombre d'activations du Double Driver, FangJoker peut invoquer des armes qui se présentent sous forme de dents acérées sortant de son bras ou de son épaule. Son coup final est Fang Strizer (ファングストライザー, Fangu Sutoraizā), avec lequel Kamen Rider W effectue un coup de pied tournoyant qui coupe son adversaire avec une dent sortant de son pied.
- CycloneJokerXtreme (サイクロンジョーカーエクストリーム, Saikuron Jōkā Ekustorīmu?) est la première forme évoluée de CycloneJoker avec la Xtreme Memory,reliant directement W à la connaissance infinie du véritable Gaia Memory à travers la bande iridescente qui descend au milieu du corps de Kamen Rider Double appelé le Crystal Server (クリスタルサーバー Kurisutaru Sābā). Il est aussi connu comme le Guerrier Parfait Évolué (進化完璧戦士 Shinka Kanpeki Senshi),car il représente également l'union parfaite entre Shotaro et Philip. La connaissance même de cette forme permet à Double d'analyser instantanément les capacités de l'adversaire.

Bien qu’elle ne soit pas aussi solide que FangJoker, cette forme semble avoir de meilleures défenses, car elle a facilement résisté aux attaques de Weather Dopant sans utiliser le Prism Bicker.
Au cours de la transformation, le milieu de Double commence à briller lorsque la Xtreme Memory absorbe les Cyclone et Joker Memories et s’attache au Double Driver. La Xtreme Memory s'ouvre, révélant un X en rotation alors que Double ouvre son centre pour révéler le centre prismatique.
Contrairement aux autres formes de Double, où Shotaro ou Philip fournissent le corps pour la forme de Rider, la Xtreme Memory absorbe le corps de Philip et le fusionne avec le corps de Shotaro dans leur forme de Rider pour devenir un dans le corps, l'esprit et l'âme. Ainsi, lorsque Philip ou Shotaro parlent seuls, les yeux de leur côté respectif clignotent et pourquoi ils apparaissent également ensemble dès qu'ils interrompent la transformation.
En rassemblant l'énergie dans ses poings des deux moitiés, Double peut lancer des coups puissants à l'adversaire.
Son coup final Double Xtreme (ダブルエクストリーム Daburu Ekustorīmu)est l'émission d'une grande tornade par la Xtreme Memory pendant que Double saute dans l'air et accélère vers la cible.
- CycloneJokerGoldXtreme

### Autres Kamen Rider
- Kamen Rider Accel
- Kamen Rider Skull
- Kamen Rider Eternal
- Kamen Rider Joker
- Kamen Rider Cyclone (Novel seulement)